# Mlaka (żupania zagrzebska)
Mlaka – wieś w Chorwacji, w żupanii zagrzebskiej, w gminie Rakovec. W 2011 roku liczyła 99 mieszkańców.